# Jan Weyssenhoff (Physiker)
Jan Wirgiliusz Weyssenhoff (* 27. November 1889 in Warschau; † 11. August 1972 in Krakau) war ein polnischer Physiker und Professor an der Jagiellonen-Universität Krakau.

## Leben
Er kam aus einer alten deutsch-baltischen aristokratischen katholischen Familie, die ab dem 17. Jahrhundert polnisch wurde. Sein Vater war der erfolgreiche Schriftsteller Baron Józef Weyssenhoff (1860–1932), seine Mutter stammte aus einer wohlhabenden jüdischen Familie, der unter anderem die Eisenbahn Warschau-Wien gehörte. Er ging in Krakau auf die höhere Schule und begann dort Physik (bei Wladyslaw Natanson und August Witkowski) und Mathematik (bei Stanisław Zaremba und Kazimierz Żorawski) zu studieren. Er befasste sich unter Witwkowski experimentell mit dem Hall-Effekt in dünnen Selen-Schichten und begann über Wärmeleitfähigkeit von Wasser zu promovieren, was aber durch den Ersten Weltkrieg unterbrochen wurde. In dieser Zeit ging er nach Zürich, wo er Albert Einstein traf und 1916 mit einer theoretischen Arbeit promoviert wurde (Anwendung der Quantentheorie auf rotierende Objekte und die Theorie des Paramagnetismus) und dann zunächst Assistent an der Universität bei Edgar Meyer war und dann an der ETH Zürich bei Auguste Piccard. Dabei arbeitete er sowohl experimentell als auch theoretisch. 1919 war er wieder in Krakau bei Konstanty Zakrzewski und habilitierte sich 1921 über die Anwendung des Stokes-Gesetzes. 
1922 bis 1935 war er Professor für theoretische Physik an der Universität Vilnius und danach Professor für theoretische Physik an der Universität Krakau, als Nachfolger von Natanson. 
Vor seinem Amtsantritt in Krakau war er einige Wochen am Institute for Advanced Study in Princeton. Er befasste sich in dieser Zeit mit relativistischer Physik (relativistische Theorie von Teilchen mit Spin und relativistische Theorie von Flüssigkeiten) und organisierte dort 1939 das erste landesweite polnische Seminar in theoretischer Physik. 
1939 bis 1941 war er im damals russisch besetzten Lwów, wo er an der Technischen Universität Experimentalphysik lehrte, und danach wieder in Krakau, wo er sich an der Untergrunduniversität beteiligte. Er arbeitete 1937 bis 1939 mit Myron Mathisson zusammen, den er nach Krakau holte und der 1939 ins Ausland emigrierte, mit Józef Lubanski und dem Mathematiker Adam Bielecki (1910–2003), später Professor an der Maria-Curie-Skłodowska-Universität. Ergebnisse über relativistische Teilchen mit Spin in der Allgemeinen Relativitätstheorie (in Fortsetzung der Arbeit mit Mathisson), die er in dieser Zeit mit seinem Assistenten Antoni Raabe erzielte wurden nach dem Krieg veröffentlicht. Er hatte Raabe lange in seinem eigenen Haus versteckt, dieser wurde aber in Auschwitz ermordet. 1947 organisierte er eine internationale Konferenz der IUPAP über kosmische Strahlung in Krakau und 1948 war er bei Wolfgang Pauli in Zürich, wo er sich vor allem mit relativistischer Quantenfeldtheorie befasste, wie auch um dieselbe Zeit sein Schüler Jerzy Rayski.
1947 bis 1972 war er Herausgeber der Acta Physica Polonica und 1960 bis 1972 von Fortschritt der Physik (Postępów Fizyki). 
Er schrieb unter anderem ein Lehrbuch Prinzipien des Elektromagnetismus und der Klassischen Optik.
Er war als Sportler aktiv und einer der Gründer des polnischen Fußballverbandes (und von Wisła Krakau) und schrieb auch ein Lehrbuch über Fußball. Von Haus aus wohlhabend nutzte er sein Vermögen und seine Kontakte zu wohlhabenden Freunden, um Kollegen zu helfen.
1951 wurde er Offizier des Ordens Polonia Restituta.

## Schriften
- Über die klassisch-relativistische Behandlung des Spinproblems, in: Max Planck Festschrift, Deutscher Verlag der Wissenschaften 1959
- Prinzipien des Elektromagnetismus und der Klassischen Optik (Polnisch), Warschau 1957